# District de Higashitagawa
Le district de Higashitagawa (東田川郡, Higashitagawa-gun) est un district situé dans la préfecture de Yamagata, sur l'île de Honshū, au Japon.

## Géographie

### Démographie
En 2003, la population du district de Higashitagawa était de 67 663 habitants répartis sur une superficie de 1 104,65 km2 (densité de population de 61 hab./km2).

### Divisions administratives
Le district de Higashitagawa est constitué de six municipalités :
- Asahi ;
- Fujishima ;
- Haguro ;
- Kushibiki ;
- Mikawa ;
- Shōnai.

## Histoire
En 2005, les bourgs d'Asahi, Fujishima, Haguro et Kushibiki ont été intégrés à la ville de Tsuruoka.